# ASLV
ASLV (хинди संवर्धित उपग्रह प्रक्षेपण यान, сокр. от англ. Augmented Satellite Launch Vehicle — букв. Расширенная спутниковая ракета-носитель) — индийская пятиступенчатая ракета-носитель лёгкого класса.

## История создания
Проект ракеты-носителя был начат Индией в начале 1980-х годов с целью разработки технологий, необходимых для размещения полезной нагрузки на геостационарной орбите. Работа проводилась специальным отделением ISRO. Проект ASLV был прекращён после 4 первоначальных полётов.

## История пусков
| 1 | 24 марта 1987 год 06:39 UTC | D-1 | SROSS-A  | SROSS |           |       | Шрихарикота SLV | Авария РН                       |
| 2 | 13 июля 1988 год            | D-2 | SROSS-B  | SROSS |           |       | Шрихарикота SLV | Авария РН                       |
| 3 | 20 мая 1992 год             | D-3 | SROSS-С  | SROSS | 1992-028A | 21964 | Шрихарикота SLV | вывод на слишком низкую орбиту. |
| 4 | 5 мая 1994 год 00:00 UTC    | D-4 | SROSS-С2 | SROSS | 1994-027A | 23099 | Шрихарикота SLV | Успешный пуск                   |